# 高島礼子
高島 礼子（たかしま れいこ、1964年7月25日 - ）は、日本の女優・タレント。神奈川県横浜市戸塚区出身。太田プロダクション所属。

## 来歴
元々自動車好きで、神奈川県立野庭高等学校卒業後に横浜市内の自動車関連会社で3年間OLとして働きながらアマチュアレーサーとして活動し、21歳でJAFのコンペティションモータースポーツライセンス国内A級を取得した。
レース活動費捻出のため、1987年に会社を辞めてレースクイーンとして活動開始。その後芸能事務所に所属してモデル業を始め、1988年にとらばーゆのCMでデビュー。このCMを見ていた松平健の紹介によって『暴れん坊将軍III』でドラマ初出演し、25歳で本格的に女優デビューを果たす。
1993年に初主演した『さまよえる脳髄』で大胆なヌードを披露し注目を浴びる。ただし当時は、誰かのお姉さんや奥さんなど普通の役での出演が多かったという。しかし、1996年にヤクザ映画『陽炎』シリーズ（本人の出演は『陽炎2』から）で気の強い女賭博師に挑戦するなど、以降幅広い役をこなしながら女優として順調にステップアップしていく。
1999年からは『極道の妻たち』シリーズを岩下志麻から引き継ぎ、4代目「極妻」を務めた。東映制作の『暴れん坊将軍III』で女優デビューし、東映作品の出演が多いことから、「東映育ちの役者」を自称している。
同年2月、約2年の交際を経て、俳優の高知東生とハワイで挙式。
2001年、『長崎ぶらぶら節』での演技で第24回日本アカデミー賞優秀助演女優賞を受賞。
2011年11月25日、同年12月1日付で所属事務所を太田プロダクションからエイベックス・マネジメントへ移籍することを発表（一部業務は太田プロと提携）。2013年7月20日、エイベックス・マネジメントとの業務提携契約が終了し、再び太田プロダクション所属となる。
高知とは、おしどり夫婦として知られていたが2016年8月1日、高知との離婚を発表。
2023年10月17日、KIMONOIST AWARD 2023を受賞。

## エピソード

### レーサー志望から芸能界へ
小さい頃は内向的な性格だった。父が厳格な教育者だったため日常的に色々と注意され、テレビ番組もNHK大河ドラマと『暴れん坊将軍』くらいしか見てはいけないと言われていた。このため早く自立しようと高校時代からアルバイトをしてその費用を稼ぐようになった。父から大学へ進学するよう言われていたが、それを拒んで就職した。
OLを辞めてレースクイーンになった後、キャンペンガールやキャビンレーシング事務局でのアルバイトも経験しながらレース費用に充てた。その間サーキット場に通って様々な人と触れ合う内に、元々の内向的な性格から強い性格に変わっていったという。当時はプロのレーサーになりたいと思っておりレースにも何度か参戦したが、金銭面の負担が大きかったことから断念。23歳の頃、キャンギャル仲間からモデル事務所を紹介してもらってモデル業を始めた。

### 『暴れん坊将軍III』
女優デビュー作であるドラマ『暴れん坊将軍III』の撮影が行われた京都太秦撮影所では、礼儀や所作などがかなり厳しい現場だった。太秦のスタッフ陣はプロフェッショナル集団だったためスパルタ教育だったが、本人も懸命に時代劇の所作や殺陣などを学んだ。本人は後年「今（2023年）思えば、太秦で女優デビューできて良かったと思います」と回想している。
本作の関係者から時代劇ドラマ『将軍家光忍び旅』の第1作（テレビ朝日）のレギュラーや新歌舞伎座の舞台『暴れん坊将軍』、及び現代劇ドラマ『代表取締役刑事』（テレビ朝日）に起用してもらえたという。1990年に『暴れん坊将軍』を卒業する時、太秦のスタッフに「私は、お世話になった皆さんに何を返せるんでしょう？」と尋ねた。するとスタッフから「いつか女優として大成することが、『暴れん坊将軍』の皆にお返しすることやないか」というアドバイスをもらった。

## 人物
母は、高島の若い頃に自立を応援したり、レース費用も援助してくれていたが、20歳の頃にがんで亡くなっている。
父・峯島武は東茨城郡城里町下圷出身。その縁で高島は「しろさと大使」に任命された。若い頃に父から芸能界入りを猛反対されたが、本人の意思の固さに根負けされ、その後は応援してくれるようになった。40歳の頃、父のパーキンソン病が発覚し、その後介助が必要になった頃から親族やヘルパーの力も借り、本人も仕事と両立しながら横浜の実家や入院先に通って13年間介護生活を送った後、2023年に父は亡くなった。
趣味は、テニス、ゴルフ。高校時代から車に興味を持ち始め、16歳の頃に原動機付自転車の免許を取り、18歳で車の免許を取得。
好きな車種は、トヨタ自動車のクレスタ、マークII、チェイサー（これらは、俗に“「マークII三兄弟」”と呼ばれる）。
甘党であり、スイーツ巡りを趣味としている。大きなロールケーキを一本丸々食べるなどしていたが、近年は半分だけ食べるように心掛けるなど自制をはじめたことでよりスイーツへの愛が深まっていると明かしている。
お目当てのスイーツを食べるためには早朝から店の行列に並ぶことも厭わず、売り切れてしまっていてもめげずに再び挑戦するといい、自身の原動力の一つだとしている。

## 出演

### テレビドラマ
- 暴れん坊将軍のシリーズ（テレビ朝日）
  - 暴れん坊将軍III（1988年 - 1990年） - 梢（御庭番）
  - 800回新春スペシャル（2001年） - 芳野
  - 新・暴れん坊将軍（2025年1月4日） - おさい[24]
- 水戸黄門（TBS）
  - 第20部 第25話「紫頭巾が悪を斬る -中津-」（1991年） - 梢
  - 第23部 第18話「闇夜に咲いた女義賊 -米子-」（1994年） - 春日あやめ
- 大岡越前 第11部（1990年、TBS） - おなつ（第25話ゲスト）
- 西村京太郎トラベルミステリー18「オホーツク殺人ルート」（1990年、テレビ朝日） - 岩下久仁子
- 将軍家光忍び旅（1990年 - 1991年、テレビ朝日） - 楓（腰元）
- 代表取締役刑事（1990年、テレビ朝日） - （第4話ゲスト）
- 刑事貴族2（1991年、日本テレビ） - （第6話ゲスト）
- それでも家を買いました（1991年、TBS） - 井上洋子
- 結婚したい男たち（1991年、TBS） - 土井ひとみ
- 七人の女弁護士第2シリーズ（1991年、テレビ朝日）- 川島宏美（第2話ゲスト）
- 付き馬屋おえん事件帳スペシャル「女郎蜘蛛の挑戦」（1992年、テレビ東京） - 松島
- 天使の悦楽（1992年、テレビ朝日）
- タクシードライバーの推理日誌「殺人化粧の女」（1992年、テレビ朝日）
- ニュースなあいつ（1992年、日本テレビ）
- 大空港'92（1992年、テレビ朝日） - （第3話ゲスト）
- 綺麗になりたい（1992年、日本テレビ） - 晶子 （第3話ゲスト）
- 必殺仕事人・激突!（1992年、テレビ朝日） - お澄 （第13話ゲスト）
- 世にも奇妙な物語シリーズ（フジテレビ）
  - 「食べ過ぎた男」（1992年） - 大木由子
  - 「春の特別編・ボランティア降臨」（2009年） - 木元貴美江
- 愛するということ（1993年、TBS） - 森山美鈴
- ツインズ教師（1993年、テレビ朝日） - 対島玲子
- 京都妖怪地図 嵯峨野に生きた900歳の美人能面師（1993年、テレビ朝日） - 田原祥子
- 山村美紗サスペンス 赤い霊柩車シリーズ（1993年、フジテレビ） - 石川葉子 （第2話ゲスト）
- 鶴姫伝奇 -興亡瀬戸内水軍-（1993年、日本テレビ） - お国
- 九門法律相談所（1993年、日本テレビ） - 檪瑛子（第1話ゲスト）
- 動く壁（1994年、フジテレビ）
- 牟田刑事官事件ファイル（1994年、テレビ朝日） - 木村麗子 役（第19話ゲスト）
- あばれ八州御用旅 第4シリーズ（1994年、テレビ東京） - おりん
- 江戸を斬るVIII 第17話「仮面の下で笑う奴」（1994年、TBSテレビ / C.A.L） - おりん
- 能登半島 女たちの殺人風景（1994年、テレビ朝日） - 羽田晶子
- 7人のOLが行く!　沖縄お見合いツアーに殺しの花が咲く!?（1994年、テレビ朝日）
- 殿さま風来坊隠れ旅（1994年、テレビ朝日） - お千（第15話ゲスト）
- 妹よ（1994年、フジテレビ）
- 豊臣秀吉 天下を獲る!（1995年、テレビ東京） - 生駒吉乃
- BLACK OUT（1995年、テレビ朝日） - 沖野真由美
- 指輪（1995年、東海テレビ） - 須賀令子
- いつかまた逢える（1995年、フジテレビ） - 大沢恵子
- コーチ（1996年、フジテレビ） - 竹中五月
- 特命リサーチ200X（1996年 - 2002年、日本テレビ） - 吉川美佐
- 炎の奉行 大岡越前守（1997年、テレビ東京） - 絵島
- 恋のバカンス（1997年、日本テレビ） - 中村珠緒 
  - 恋のバカンススペシャル（1997年）
- せいぎのみかた（1997年、日本テレビ） - 佐伯洋子
- 女弁護士水島由里子の危険な事件ファイルシリーズ（1997年 - 1999年、フジテレビ） - 主演・水島由里子
- ナースな探偵シリーズ（1997年 - 2000年、フジテレビ） - 大久保なつき
- 恋の片道切符（1997年、日本テレビ）
- サンタが殺しにやってきた2（1997年、フジテレビ） - 主演・美沙子
- 正当防衛（1997年、テレビ朝日） - 早坂志歩美
- 甘い結婚（1998年、フジテレビ） - 倉沢南
- 女教師（1998年、テレビ朝日） - 主演・桂木美沙子
- じんべえ（1998年、フジテレビ） - 辻真理子
- 傷だらけの女（1999年、フジテレビ） - 主演・神崎京子 
  - 傷だらけの女スペシャル（1999年）
- 甘い生活。（1999年、日本テレビ） - 鵜飼晃子
- おばあちゃま、壊れちゃったの?（2000年、テレビ朝日） - 主演・小田島加南子
- 流れ星お銀!事件解決いたしますシリーズ（2000年 - 2003年、TBS） - 広岡銀子
- 明日を抱きしめて（2000年、日本テレビ） - 相澤真希
- 四千万歩の男（2001年、NHK総合） - お栄
- 人間の証明2001（2001年、テレビ東京） - 下田美里
- ネバーランド（2001年、TBS） - 依田敬子
- ルージュ（2001年、NHK総合） - 本宮礼子
- 監察医・篠宮葉月 死体は語るシリーズ（2001年 - 2008年・2011年 - 、テレビ東京） - 主演・篠宮葉月
- 女子アナ刑事 華麗なる財宝殺人（2002年、フジテレビ） - 主演・結城美鈴
- 壬生義士伝〜新選組でいちばん強かった男（2002年、テレビ東京） - しづ
- お美也（2002、NHK総合） - 主演・お美也
- 火曜サスペンス劇場「共犯」（2002年2月12日、日本テレビ） - 主演・三橋杏子 [25]
- スクープ（2002年、TBS） - 志ずか
- ナイトホスピタル〜病気は眠らない〜（2002年、日本テレビ）[26] - 大久保蛍子 役
- 御宿かわせみシリーズ（2003年 - 2005年、NHK総合） - 主演・庄司るい
- 龍神町龍神十三番地（2003年、TBS） - 尾崎洋子
- キソウの女シリーズ（2003年 - 2006年、テレビ朝日） - 主演・帆村純
- 獄門島（2003年、テレビ東京） - 早苗
- 異議あり! 女弁護士大岡法江（2004年、テレビ朝日） - 主演・大岡法江
- 赤い月（2004年、テレビ東京） - 主演・森田波子 [27]
- 大奥 〜第一章〜（2004年、フジテレビ） - お江与
- 弟（2004年、テレビ朝日） - 石原光子
- 月曜ミステリー劇場 松本清張特別企画・殺意（2004年、TBS） - 主演・琴塚七海
- 国盗り物語（2005年、テレビ東京） - お万阿
- 大化改新（2005年、NHK総合） - 皇極天皇
- エンジン（2005年、フジテレビ） - 牛久保瑛子
- 女系家族（2005年、TBS） - 矢島藤代
- 熟年離婚（2005年、テレビ朝日） - 小林律子
- 検察審査会（2005年、TBS） - 主演・榊友里恵
- 夜盗（2005年、TBS） - 衣笠マリア
- 弁護士のくず（2006年、TBS） - 加藤徹子
- 結婚できない男（2006年、フジテレビ） - 沢崎摩耶 [28]
- さくら署の女たち（2006年、テレビ朝日） - 主演・倉崎冴子
- 大奥スペシャル 〜もうひとつの物語〜（2006年、フジテレビ） - 近衛熙子
- マグロ（2007年、テレビ朝日） - 一枝亜矢子
- 拝啓、父上様（2007年、フジテレビ） - 田原雪乃
- さくら署の女たち（2007年、テレビ朝日） - 主演・逢沢花 役[29]
- おいしいごはん 鎌倉・春日井米店（2007年、テレビ朝日） - 沢野美雪
- ファイブ （2008年、NHK総合） - 佐山今日子
- 斉藤さん（2008年、日本テレビ） - 三上りつ子
- 徳川家康と三人の女（2008年、テレビ朝日） - 築山殿
- 弁護士 一之瀬凛子シリーズ（2008年、2010年、TBS） - 主演・一之瀬凛子
- 四つの嘘（2008年、テレビ朝日） - 灰谷ネリ
- 告知せず（2008年、テレビ朝日） - 橋本京子
- 天地人（2009年、NHK総合） - 仙桃院
- アタシんちの男子（2009年、フジテレビ） - 小金井響子
- 柳生武芸帳（2010年、テレビ東京） - 春日局
- ヤマトナデシコ七変化（2010年、TBS） - 中原美音
- テネシーワルツ（2010年、テレビ東京） - 主演・川村尋子
- 10年先も君に恋して（2010年、NHK総合） - 青山比沙子
- 黄昏流星群（2011年、フジテレビ） - 主演・植村ひとみ
- 桜からの手紙 〜AKB48 それぞれの卒業物語〜（2011年、日本テレビ） - 大島絹代
- 卒業ホームラン（2011年、テレビ東京） - 加藤佳枝 役[30]
- 医療捜査官　財前一二三（2011年 - 2019年、フジテレビ） - 主演・財前一二三
- 私立探偵・下澤唯（2011年、フジテレビ） - 主演・下澤唯
- ラストマネー -愛の値段-（2011年、NHK総合） - 佐々倉亜希子
- 使命と魂のリミット（2011年、NHK総合） - 氷室百合恵
- のり子、ソウルへ行く!（2011年、KBS） - 主演・森のり子[31]
- 逆転報道の女シリーズ（2012年 - 2020年、朝日放送） - 主演・西野沙織
- ハンチョウ〜警視庁安積班〜シリーズ（TBS） - 真山塔子 
  - ハンチョウ〜警視庁安積班〜 シリーズ5（2012年）
  - ハンチョウ〜警視庁安積班〜 シリーズ6（2013年）
- 金子みすゞ物語〜みんなちがってみんないい〜（2012年、TBS） - 上山ミチ
- リセット〜本当のしあわせの見つけ方〜（2012年、毎日放送） - 黒川薫
- MONSTERS（2012年、TBS） - 徳平洋子 （第1話ゲスト）
- 積木くずし 最終章（2012年、フジテレビ） - 安住美希子
- 鍵のない夢を見る 第2夜「美弥谷団地の逃亡者」（2013年、WOWOW） - 浅沼真理子
- 桜ほうさら（2014年、NHK総合） - 梨枝
- おみやさん新春スペシャル（2014年、テレビ朝日） - 寺尾みき[32]
- 最高のおもてなし（2014年、日本テレビ） - 綾崎優子
- ハンドベル卒業式（2014年、東海テレビ） - 主演・黒岩あずさ [33]
- 警視庁総務部縁結び課 桜井はなの事件ファイル（2014年、フジテレビ） - 谷千里
- 隣の女（2014年、TBS） - 立原さち [34]
- 芸者弁護士 藤波清香（2014年6月23日、TBS） - 主演・藤波清香 役[35]
- SAKURA〜事件を聞く女〜（2014年、TBS） - 五十嵐恭子
- 鬼平犯科帳スペシャル〜密告（2015年、フジテレビ） - お百
- 居酒屋もへじ -恋という字-（2015年、TBS） - 市川ゆかり [36]
- 妻と飛んだ特攻兵（2015年、テレビ朝日） - 井上文子
- ほんとにあった怖い話 夏の特別編2015「つきあたりの家族」（2015年8月29日、フジテレビ） - 常連客（特別出演）
- エンジェル・ハート（2015年、日本テレビ） - 野上冴子（特別出演）[37]
- 青春探偵ハルヤ〜大人の悪を許さない!〜（2015年、読売テレビ） - 石田静江
- 女たちの特捜最前線〜警察食堂極秘会議（2015年、テレビ朝日） - 主演・室町京子 役[38]
  - 女たちの特捜最前線（2016年、テレビ朝日）※ 木曜ミステリー枠で連続ドラマ化 [39]
- クロスロード（2016年2月25日 - 3月31日、NHK BSプレミアム） - 板垣恭子
- 夏樹静子サスペンス「光る崖」（2016年、フジテレビ） - 主演・千鳥朱子 役[40]
- 放送90年 大河ファンタジー 精霊の守り人（2016年、NHK総合） - トロガイ [41]
  - 精霊の守り人II 悲しき破壊神（2017年）
  - 精霊の守り人 最終章（2017年 - 2018年）
- 日曜ワイド「電卓刑事」（2017年12月17日、テレビ朝日） - 主演・土家千佳 役[42]
- 月曜名作劇場「はぐれ署長の殺人急行3」（2018年1月22日、TBS） - 瀬野久美子 [43]
- 警視庁・捜査一課長 season3 第1話（2018年4月12日、テレビ朝日） - 河井田瑞希 役[44]
- 日曜プライム
  - 終着駅シリーズ34「荒野の証明」（2019年1月27日、テレビ朝日） - 関川響子 [45]
  - 庶務行員 多加賀主水が許さない3・4（2019年 - 2020年） - 山内貴恵 役[46]
- 白い巨塔（2019年5月22日 - 26日、テレビ朝日） - 東政子 [47]
- 駐在刑事 Season2 第1話（2020年1月24日、テレビ東京） - 岸本珠美 [48]
- 春の呪い（2021年5月22日 -  6月26日、テレビ東京） - 柊聖美 [49]
- 痴情の接吻（2021年7月4日 - 9月27日、テレビ朝日） - 柏木華子 [50]
- 山女日記3 第1話（2021年10月17日、NHK総合） - あおい 役[51]
- 善人長屋（2022年7月8日 - 8月26日、NHK BSプレミアム・BS4K） - お俊 [52]
- 警視庁考察一課（2022年10月17日 - 12月26日、テレビ東京 他） - 高島誠子 [53]
- 波よ聞いてくれ 最終話（2023年6月9日、テレビ朝日） - 鼓田唯 [54]
- フィクサー Season3（2023年10月8日 - 11月5日、WOWOW） - 四方田正美 [55]
- あきない世傳 金と銀（2023年12月8日 - 2024年2月2日、NHK BS・BSプレミアム4K） - 富久 役
- 黄金の刻〜服部金太郎物語〜（2024年3月30日、テレビ朝日）  - 辻浪子[56]
- GO HOME〜警視庁身元不明人相談室〜（2024年7月13日 - 9月28日、日本テレビ） - 早瀬郁美[57]
- 宙わたる教室（2024年10月8日 - 12月10日、NHK総合・BSプレミアム4K） - 石神怜生 役[58]
- 天久鷹央の推理カルテ（2025年4月22日 - 6月24日、テレビ朝日） - 倉石奈津子 役[59]

### 配信ドラマ
- 逃亡料理人ワタナベ（2019年、ひかりTVなど13サイト）伊東市編：十朱美枝子
- 離婚しようよ（2023年6月22日、Netflix） - 佐藤富恵 役[60]

### 映画
- 首都高速トライアル3（1991年）
- さまよえる脳髄（1993年） - 藍子
- 集団左遷（1994年） - 今村春子
- 陽炎 シリーズ（1996年-1998年） - 主演・不知火おりん [6]
  - 陽炎2（1996年）
  - 陽炎3（1997年）
  - 陽炎4（1998年）
- ルビーフルーツ（1995年） - キョウコ
- 義務と演技（1997年） - 大倉みさき
- 黒の天使 Vol.1（1998年） - 魔世
- 新生 トイレの花子さん（1998年） - 鹿島玲子
- ショムニ（1998年） - 坪井千夏
- 極道の妻たち シリーズ（1999年-2001年、2005年） - 主演
  - 極道の妻たち 赤い殺意（1999年） - 高須由紀
  - 極道の妻たち 死んで貰います（1999年） - 拝島久仁子
  - 極道の妻たち リベンジ（2000年） - 吉村沙知子
  - 極道の妻たち 地獄の道づれ（2001年）[61] - 掛川律子
  - 極道の妻たち 情炎（2005年）[11] - 西郷波美子
- ドリームメーカー（1999年） - 城ケ崎
- 長崎ぶらぶら節（2000年）[1] - 米吉
- 千年の恋 ひかる源氏物語（2001年） - 桐壺更衣、藤壺中宮
- モウ翔ブ夢ハ見ナイ（2002年） - 主演・長峰瑠璃子 役[62]
- 釣りバカ日誌14 お遍路大パニック!（2003年） - 中浜みさき
- 精霊流し（2003年） - 櫻井喜代子
- 銃声 LAST DROP OF BLOOD（2003年） - 萩原京子
- 半落ち（2004年） - 植村亜紀子
- 隠し剣 鬼の爪（2004年） - 狭間桂
- あずみ2 Death or Love（2005年） - 空如
- 2/2（2005年） - 富岡彩子
- バルトの楽園（2006年） - 松江歌子
- TANNKA 短歌（2006年） - しほ
- アジアンタムブルー（2006年） - 川上由希子
- 大奥（2006年） - 天英院
- 愛の流刑地（2007年） - 村尾の妻
- ラストラブ（2007年） - 阿川知美
- 茶々 天涯の貴妃（2007年） - 大蔵卿局
- 犬と私の10の約束（2008年） - 斉藤芙美子
- K-20 怪人二十面相・伝（2008年） - 菊子
- プライド（2009年） - 池之端菜都子
- 島田洋七の佐賀のがばいばあちゃん（2009年） - 秀子
- キラー・ヴァージンロード（2009年） - 春日先輩
- Dear Heart -震えて眠れ-（2009年） - 主演・水島美輪子
- RAILWAYS 49歳で電車の運転士になった男の物語（2010年） - 筒井由紀子
- 君が踊る、夏（2010年） - 大滝園子
- SPACE BATTLESHIP ヤマト（2010年） - 佐渡先生
- 乱反射（2011年、谷口正晃監督）
- HOME 愛しの座敷わらし（2012年） - 高部恭子
- 神さまの言うとおり（2014年） - 瞬の母
- THE NEXT GENERATION -パトレイバー- 第5章・第6章[63]（2014年） - 高畑彗 
  - THE NEXT GENERATION -パトレイバー- 首都決戦（2015年） - 高畑彗 役[64]
- 極道大戦争（2015年） - 膳場壮介 [65]
- ボクの妻と結婚してください。（2016年） - 知多かおり [66]
- ひだまりが聴こえる（2017年6月24日） - 杉原涼子 [67]
- 星めぐりの町（2018年1月27日）- 弥生 [68]
- 北の桜守（2018年3月10日） - 島田光江 [69]
- おみおくり（2018年3月24日） - 主演・満島弥生 [70]
- あのコの、トリコ。（2018年10月5日） - 時田可奈江 [71]
- くらやみ祭の小川さん（2019年10月25日） - 佐知⼦
- アパレルデザイナー（2020年1月10日） - 片岡 （特別出演）
- 犬鳴村（2020年2月7日） - 森田綾乃
- 祈り―幻に長崎を想う刻―（2021年8月20日） - 主演・鹿 （黒谷友香とW主演）[72]
- 梅切らぬバカ（2021年11月12日） - 今井奈津子
- いちばん逢いたいひと（2023年2月24日） - 笹川佳澄（楓の母）
- 瞼の転校生（2024年3月2日）[73]
- わたしのかあさん-天使の詩-（2024年3月30日） - 谷岡秀子[74]
- カーリングの神様（2024年11月8日） - 植田貴美子[75][76][77]
- ハオト（2025年8月8日） - 貝瀬婦長[78]

### 舞台
- 地球ゴージャス VOL.6 KARTE カルテ（2002年） - 鏡響子 [79]
- 女たちの忠臣蔵（2012年1月2日 - 28日、明治座 / 2月3日 - 24日、新歌舞伎座） - 主演・大石りく 役[8]
- 春日局（2015年1月2日 - 23日、明治座） - 主演・春日局 役[80]
- 御宿かわせみ（2016年5月3日 - 27日、明治座） - 庄司るい 役[81][82]
- おんなの家（2017年10月6日 - 29日、明治座） - 梅 [83]
- 悪魔と天使（2019年1月19日 - 2月3日、KAAT神奈川芸術劇場ホール / 2月9日・10日、梅田芸術劇場メインホール / 3月1日 - 3日、御園座） - 九條小百合 役[84]
- 『ドクター・ブルー』〜いのちの距離〜（2021年1月23日 - 2月7日、KAAT神奈川芸術劇場 / 2月13日・14日、御園座 / 2月26日 - 28日、NHK大阪ホール） - 雲母輝子 役[85]
- 震災復興支援朗読会『まんが日本昔ばなし』震災復興10周年メモリアル（2021年3月11日、セルリアンタワー能楽堂）[86]
- ハロルドとモード（2021年9月30日 - 10月14日、EXシアター六本木 / 10月16日 - 18日、森ノ宮ピロティホール）[87]
- ミュージカル「東京ラブストーリー」（2022年11月 - 12月、東京建物 Brillia HALL 他) - 和賀夏樹 役[88]
- 舞台「メイジ・ザ・キャッツアイ」（2024年2月6日 - 3月3日、明治座） - 主演・来生泪 役（藤原紀香、剛力彩芽とトリプル主演）[89]
- 石井ふく子 白寿記念公演「かたき同志」（2025年8月30日 - 9月21日、新歌舞伎座）[90]
- シンフォニー朗読劇「ベートーヴェン〜魂の交響曲〜」（2025年7月4日 - 6日〈予定〉、東京国際フォーラム ホールC） - マリア 役（冴木杏奈とダブルキャスト）[91][92]

### 劇場アニメ
- アトランティス 失われた帝国（2001年） - ヘルガ・シンクレア
- マダガスカル（2005年） - グロリア
- マダガスカル2（2009年） - グロリア
- マダガスカル3（2012年） - グロリア [93]
- 劇場版ポケットモンスター ベストウイッシュ 神速のゲノセクト ミュウツー覚醒（2013年） - ミュウツー [9]

### テレビアニメ
- ミュウツー 〜覚醒への序章〜（2013年7月11日、テレビ東京） - ミュウツー （特別出演）[94]

### ドキュメンタリー
- 非破壊検査PRESENTS「おんな北斎 - 天才浮世絵師は二人いた!」（2010年、日本テレビ）
- 趣味Do楽「パティシエ青木定治とつくる あこがれのパリ菓子」第5回・第6回（2013年1月7日・1月14日、NHK Eテレ） - 生徒役
- 絶対みたい“世界遺産”最強ツアー! 〜朝日のナポリ旧市街から 夕陽に輝くアルハンブラ宮殿までの絶景旅!〜（2014年3月9日、BS日テレ）
- 悠久の京都絶景物語〜高島礼子 日本の美を歩く（2014年11月9日、BS-TBS）
- 高島礼子・日本の古都〜その絶景に歴史あり（2015年4月8日 - 2018年3月30日、BS-TBS） - 旅人
- TOKYOディープ!（2015年4月 - 2017年、NHK BSプレミアム） - 旅人
- 高島礼子が家宝捜索!蔵の中には何がある?（2018年4月6日 - 2021年2月、BS-TBS） - 旅人[95]
- スイーツ列車紀行（NHK BSプレミアム） - 旅人
  - 欧州・魅惑のお菓子誕生秘話 (2022年2月2日) [96]
  - オリエント急行ライン お菓子秘話-東欧の甘美 (2020年2月15日) [97]
- ファミリーヒストリー（2022年5月23日、NHK総合）

### バラエティ
- 水バラ BINGO対決旅（テレビ東京）
  - 「夏の箱根で激突! BINGO対決旅 名女優＆ジャニーズも参戦SP」（2021年8月11日）
  - 「BINGO対決旅2 秋の信州で激突! 高島礼子リベンジに燃えるSP」（2021年10月20日）
  - 「北の大地で激突! BINGO対決旅」（2022年6月1日）
- 水バラ バスVS鉄道 乗り継ぎ対決旅（テレビ東京）
  - 「バスVS鉄道 乗り継ぎ対決旅13 ▼秋の東北に高島礼子降臨SP」（2022年10月12日）太川陽介の代役。[98]

### ラジオ
- 高島礼子のトーキングウォーキング（2020年4月5日 - 2020年6月28日、TBSラジオ）[99]

### CM
- リクルート「とらばーゆ」（1988年）[8]
- 黄桜（1997年 - ）
- スズキ「アルト・ワゴンR・Kei N-1グレード」（2001年 - 2002年）
- 大鵬薬品
- 花王「ブローネ」（2006年9月 - ）
- ソフィーナ
- 日商エステム
- ケイ・オプティコム
- アールエフ（2008年）
- アメリカンホーム保険会社
- 神奈川県「ひったくり防止」（2009年）
- 太田胃散（2010年11月 - ）[100]
- ヨネックス（2015年 - ） - イメージキャラクター[101]
- 日本香堂（2016年 - ）[102]

### イベント
- 日本かばん協会PRキャンペーン（2003年11月25日） - オリジナルかばんプロデュース[103]
- 秋の火災予防運動（2015年11月9日） - 1日消防署長[104]
- 母の日参りハートフルタイム（2016年4月12日、有楽町朝日ホール）[105]
- 東京ヤクルトスワローズ VS 阪神タイガース（2017年5月20日、明治神宮野球場） - 始球式[106]

## 書籍
- レディブティックシリーズ 高島礼子 手編みのセーター（ブティック社、1997年）※モデル
- 撮られた暁の女 松活妄想撮影所写真集（扶桑社、2003年）※合同写真集

## CD
- どんなにうまい嘘だって（村田雄浩とデュエット）（2000年11月1日）- CDシングル
黄桜「呑」CMイメージ・ソング （TKDA-72048,ミノルフォン）
- 恋の奴隷 「なかにし礼と12人の女優たち」収録（2015年1月21日）[107]
- ホテル  「なかにし礼と13人の女優たち」収録（2016年9月28日）